# Mickey Walsh
Michael Anthony „Mickey“ Walsh (* 13. August 1954 in Chorley) ist ein ehemaliger irisch-englischer Fußballspieler.

## Sportlicher Werdegang
Walsh begann mit dem Fußballspielen beim FC Chorley, für den Klub aus dem Non-League football debütierte er Anfang der 1970er Jahre im Erwachsenenbereich. 1973 wechselte er zum FC Blackpool in die Second Division der Football League. Anfangs Ergänzungsspieler etablierte er sich schnell als Stammspieler, ab der Spielzeit 1974/75 traf der Stürmer jeweils zweistellig. Mit 26 Treffern in der Spielzeit 1976/77 krönte er sich zum Torschützenkönig der zweithöchsten Spielklasse Englands, als Tabellenfünfter verpasste die Mannschaft mit einem Punkt Rückstand auf den von Nottingham Forest belegten dritten Platz den Aufstieg in die First Division. Zwar gelangen ihm in der folgenden Spielzeit 14 Saisontore, der Klub belegte jedoch einen Abstiegsplatz.
Nach dem Abstieg des Klubs in die Third Division ging Walsh jedoch den umgekehrten Weg und schloss sich dem FC Everton in der First Division an. Unter Trainer Gordon Lee war Walsh jedoch nur zweite Wahl, so dass er noch während der Spielzeit 1979/79, an deren Ende der Liverpooler Klub als Tabellenvierter den UEFA-Pokal erreichte, zum im Abstiegskampf befindlichen Ligakonkurrenten Queens Park Rangers wechselte. Drei Tore in zehn Saisonspielen reichten nicht, um den Klub vor dem Gang in die Zweitklassigkeit zu bewahren. Nachdem er sich verletzungsbedingt in der Folge in der Second Division nicht durchsetzen konnte, verließ er während der Spielzeit 1980/81 den englischen Fußball.
Walsh folgte einem Angebot des vom Österreicher Hermann Stessl trainierten FC Porto. Am Ende der Spielzeit 1980/81 wurde er mit dem Klub hinter Benfica Lissabon Vizemeister, dem Klub stand man auch im Endspiel um die Taça de Portugal 1980/81 gegenüber. Mit einer 1:3-Niederlage verpasste der Klub aus Porto einen Titelgewinn. In der Spielzeit 1982/83, in der Walsh auch in der Primeira Divisão als Sturmpartner von Torschützenkönig Fernando Gomes 19 mal traf, kam es zur analogen Konstellation. Dieses Mal ging das Endspiel um die Taça de Portugal 1982/83, in dem Walsh unter Trainer José Maria Pedroto zunächst auf der Bank saß und für Jaime Pacheco eingewechselt wurde, mit 0:1 verloren. Auch im Endspiel um den Europapokal der Pokalsieger 1983/84 kam er bei der 1:2-Niederlage gegen Juventus Turin als Einwechselspieler zum Einsatz. Später verlor er endgültig seinen Stammplatz im Klub und war bei den Meisterschaftsgewinnen in den Spielzeiten 1984/85 und 1985/86 vornehmlich Ergänzungsspieler. 1986 zog er innerhalb der höchsten portugiesischen Spielklasse zum SC Salgueiros weiter, ein Jahr später ging er zum Ligakonkurrenten SC Espinho. Ab 1988 ließ er beim seinerzeitigen Zweitligisten Rio Ave FC die Karriere ausklingen.
Der in England geborene Walsh spielte als Sohn eines Iren ab 1975 in der irischen Nationalmannschaft. Bis 1984 kam er auf drei Tore in 21 Länderspielen, eine Turnierteilnahme blieb ihm dabei verwehrt.